# Europawahl in Portugal 1999
- CDU: 2
- PS: 12
- PSD: 9
- PP: 2

Die Europawahl in Portugal 1999 fand am 13. Juni 1999 statt. Sie wurde im Zuge der EU-weit stattfindenden Europawahl 1999 durchgeführt, wobei in Portugal 25 der 626 Sitze im Europäischen Parlament vergeben wurden. Die Wahl erfolgte nach dem Verhältniswahlrecht ohne Sperrklausel, wobei ganz Portugal als einheitlicher Wahlkreis galt.
Wie bei der Europawahl 1994 zogen die gleichen vier Parteien ein: Partido Socialista, Partido Social Democrata, Centro Democrático e Social – Partido Popular und Coligação Democrática Unitária ein. Die stimmenstärkste sozialistische Partei konnte auf Kosten der beiden kleinen Parteien zwei Sitze zugewinnen. Die Wahlbeteiligung lag bei 39,3 Prozent.

## Wahlergebnisse
| [ 1 ] [ 2 ]       | 1999      | 1999  | 1994      | 1994  | Differenz 1999–1994 | Differenz 1999–1994 |
| [ 1 ] [ 2 ]       | Anzahl    | %     | Anzahl    | %     | Anzahl              | %                   |
| ----------------- | --------- | ----- | --------- | ----- | ------------------- | ------------------- |
| Wahlberechtigte   | 8.681.854 | 100,0 | 8.565.822 | 100,0 |                     |                     |
| Wahlbeteiligung   | 3.467.085 | 39,93 | 3.044.001 | 35,54 |                     |                     |
| Leere Stimmen     | 63.281    | 1,83  | 48.916    | 1,61  |                     |                     |
| Ungültige Stimmen | 49.883    | 1,44  | 45.320    | 1,49  |                     |                     |
| Gültige Stimmen   | 3.353.921 | 96,73 | 2.949.765 | 96,9  |                     |                     |

| Liste     | EP-Fraktion | Stimmen 1999 | Stimmen 1999 | Sitze | Stimmen 1994 | Stimmen 1994 | Sitze | Differenz 1999–1994 | Differenz 1999–1994 | Differenz 1999–1994 |
| Liste     | EP-Fraktion | Anzahl       | %            | Sitze | Anzahl       | %            | Sitze | Stimmen             | %                   | Sitze               |
| --------- | ----------- | ------------ | ------------ | ----- | ------------ | ------------ | ----- | ------------------- | ------------------- | ------------------- |
| PS        | SPE         | 1.493.146    | 43,07        | 12    | 1.061.560    | 34,87        | 10    | +431.586            | +8,20               | +2                  |
| PSD       | EVP-ED      | 1.078.528    | 31,11        | 9     | 1.046.918    | 34,39        | 9     | +31.610             | -3,28               | ±0                  |
| CDU       | GUE-NGL     | 357.671      | 10,32        | 2     | 379.044      | 11,19        | 3     | –21.373             | –0,96               | –1                  |
| CDS-PP    | UEN         | 283.067      | 8,16         | 2     | 340.725      | 12,45        | 3     | -57.658             | –4,29               | –1                  |
| BE        |             | 61.920       | 1,79         | —     | —            | —            | —     | —                   | —                   | —                   |
| PCTP/MRPP |             | 30.446       | 0,88         | —     | 24.022       | 0,79         | —     | +6.424              | +0,19               | —                   |
| PPM       |             | 16.182       | 0,47         | —     | 8.300        | 0,27         | —     | +7.882              | +0,20               | —                   |
| MPT       |             | 13.924       | 0,40         | —     | 12.955       | 0,43         | —     | +969                | –0,03               | —                   |
| PSN       |             | 8.413        | 0,24         | —     | 11.214       | 0,37         | —     | –2.801              | –0,13               | —                   |
| POUS      |             | 5.565        | 0,16         | —     | —            | —            | —     | —                   | —                   | —                   |
| PDA       |             | 5.089        | 0,15         | —     | 7.127        | 0,23         | —     | –2.038              | –0,08               | —                   |

## Gewählte Abgeordnete

### Partido Socialista
- Mário Alberto Nobre Lopes Soares
- António José Martins Seguro
- Fernando Luís de Almeida Torres Marinho
- Helena de Melo Torres Marques
- Carlos Cardoso Lage
- António Carlos Ribeiro Campos
- Sérgio Paulo Mendes de Sousa Pinto
- Maria Jesuína Carrilho Bernardo
- José Paulo Martins Casaca
- Carlos Manuel Natividade da Costa Candal
- Elisa Maria Ramos Damião
- Joaquim Manuel dos Santos Vairinhos

### Partido Social Democrata
- José Álvaro Machado Pacheco Pereira
- Vasco Navarro da Graça Moura
- Maria Teresa Bahia de Almeida Garrett Lucas Pires
- Arlindo Marques Cunha
- Carlos Henrique da Costa Neves
- Mário Sérgio Gonçalves Marques
- Jorge Manuel Lopes Moreira da Silva
- Carlos Miguel de Almeida Coelho
- Fernando Ribeiro dos Reis

### Coligação Unitária Democrática
Vom Wahlbündnis Coligação Unitária Democrática sind beide Abgeordnete für die PCP gewählt worden.
- Maria Ilda da Costa Figueiredo
- Joaquim António Miranda da Silva

### Centro Democrático e Social – Partido Popular
- Paulo Sacadura Cabral Portas
- Luís Afonso Cortez Rodrigues Queiró